# Álvaro Delgado Ceretta

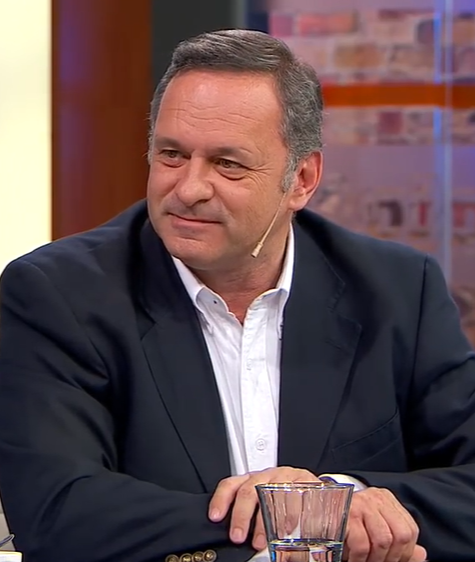
Álvaro Delgado (2019)

Álvaro Luis Delgado Ceretta (* 11. März 1969 in Montevideo) ist ein uruguayischer Tierarzt und Politiker. Er ist Kandidat der Mitte-Rechts-Partido Nacional der Präsidentschaftswahl in Uruguay 2024. Zuvor war er Abgeordneter, Senator und Sekretär der Präsidentschaft von Uruguay im Kabinett Lacalle Pou.

## Leben
Álvaro Luis Delgado Ceretta wurde in Montevideo als erster Sohn des Buchhalters Omar Delgado Agra und seiner Frau, der Chemikerin Celeste Ceretta Carbone, geboren. Er ist ein Nachkomme italienischer Einwanderer aus der Region Venetien und Spaniern von den Kanarischen Inseln. Während seiner Kindheit und Jugend lebte die Familie in den Vierteln Pocitos und Prado. Er besuchte die Grundschule einer öffentlichen Schule und die private katholische Schule Divina Providencia. Er besuchte die weiterführende Schule des Liceo del Sagrado Corazón, einer katholischen Einrichtung, die von der Kongregation der Brüder vom Heiligsten Herzen Jesu gegründet wurde, und das voruniversitäre Institut der Salesianer Johannes XXIII., wo er ein biologisches Abitur erlangte.
1987 schrieb er sich an der Fakultät für Veterinärmedizin der Universidad de la República ein. Während seiner Studienzeit trat er der Studentenvereinigung Corriente Gremial Universitaria (CGU) bei, die Verbindungen zur Partido Nacional hat. Er schloss sein Studium 1995 als Tierarzt ab und erwarb 1997 ein Diplom in Agrarindustriemanagement an der ORT Uruguay University.